# Milke Falck
Milke Falck, född den 17 mars 1955, är dirigent och organist. Han var från 1990 biträdande domkyrkoorganist i Uppsala domkyrka och 1994-2024 dirigent för Uppsala domkyrkokör. Han var även 2009-2024 dirigent för studentkammarkören Schola Cantorum i Uppsala domkyrka. 2024 gick Falck i pension.  
Sin utbildning har Falck fått vid Kungliga Musikhögskolan i Stockholm där han studerade kördirigering för Eric Ericson, orgel för Olle Scherwin och cembalospel för Eva Nordenfelt. 
Milke Falck har sedan 1974 varit verksam som organist och körledare på en rad platser, bland annat i Visby domkyrka och S:t Jacobs kyrka i Stockholm samt i Uppsala domkyrka. Han har också engagerats i många olika sammanhang som pedagog med undervisning i bland annat kördirigering och har som dirigent och organist turnerat i ett flertal europeiska länder samt i USA.